# Betsabea al bagno (arte)

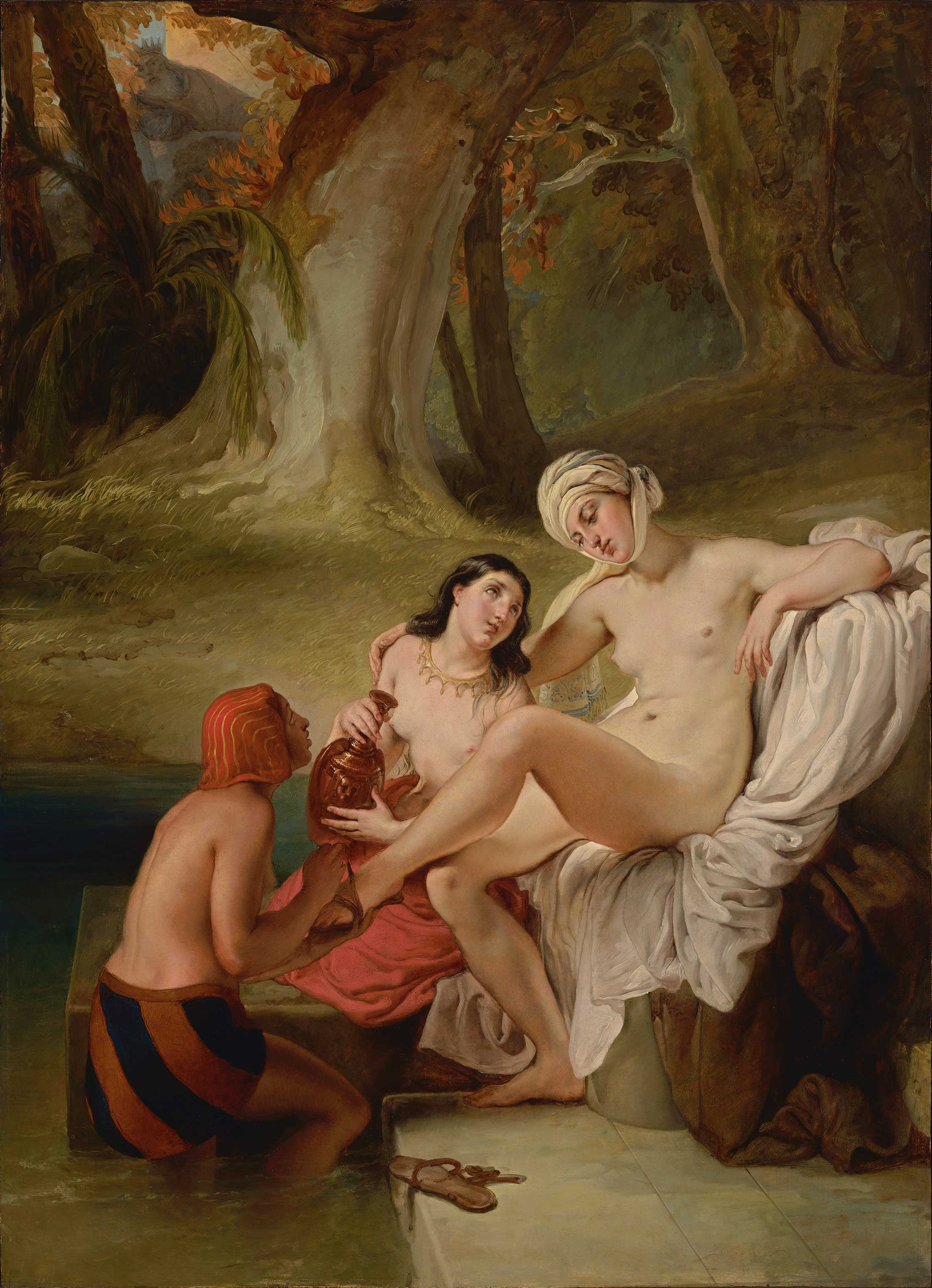
Francesco Hayez, Betsabea al bagno, 1834

L’episodio biblico di Betsabea al bagno è un soggetto molto diffuso tra il XV secolo e il XX secolo nella pittura e, in misura minore, della scultura.

## Descrizione

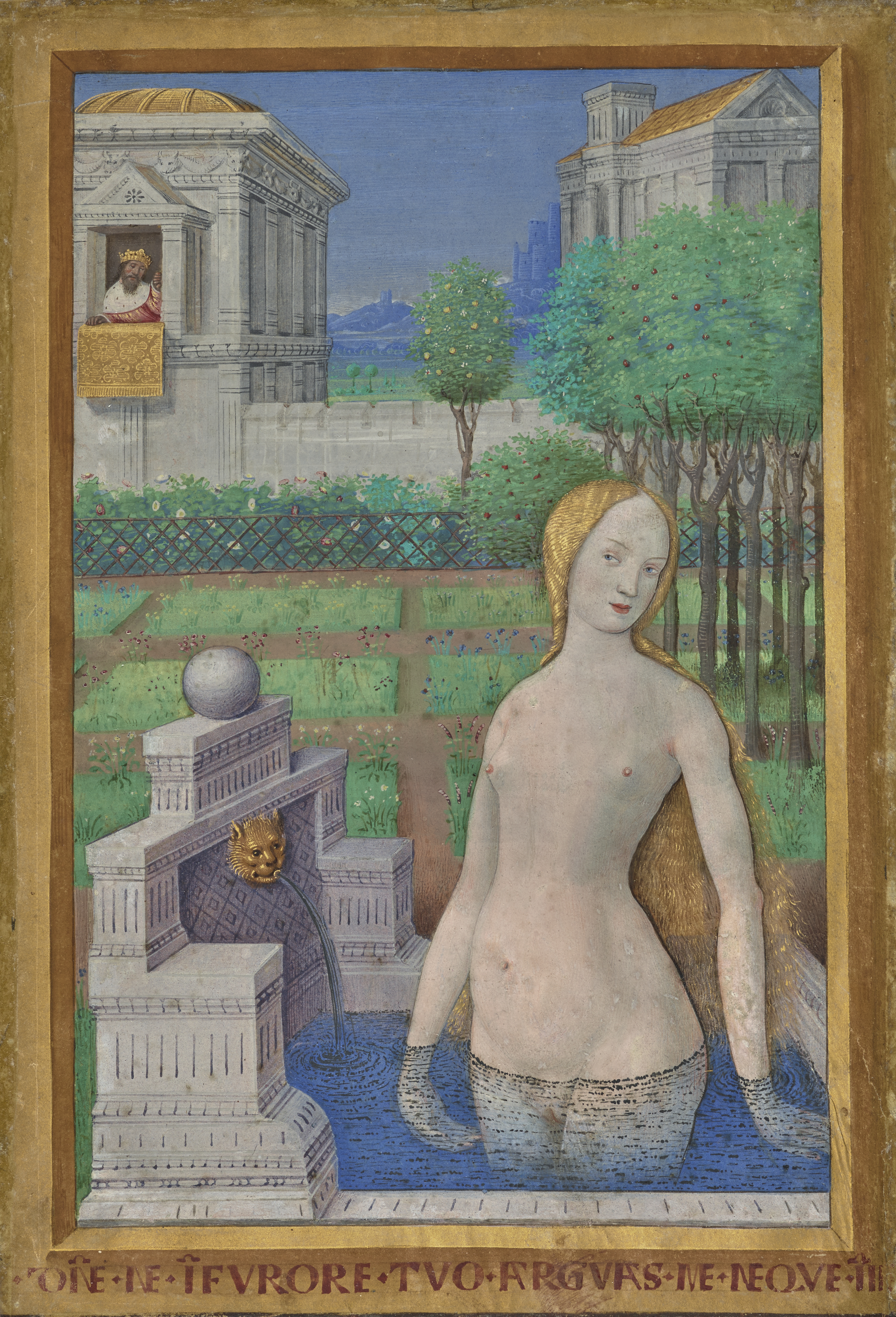
Betsabea in una miniatura di Jean Bourdichon del 1498-1499.

Questo tema artistico è tratto dall'Antico Testamento, più precisamente dal Libro dei Re, e raffigura il bagno di Betsabea, la moglie del generale Uria, al servizio del re Davide. Secondo il racconto biblico, Davide si trova nella terrazza del suo palazzo quando nota la donna che si faceva il bagno (questo perché il bagno veniva fatto all'interno del proprio giardino, non essendoci abbastanza acqua dentro le case) e se ne invaghisce. Davide riesce a convincere Betsabea a venire al suo palazzo e la mette incinta. Davide tenta allora di richiamare Uria così da farlo dormire con sua moglie ed evitare che si scopra la gravidanza frutto di un adulterio, ma il generale non vuole lasciare i suoi soldati in difficoltà. Davide allora ordina che Uria sferri un attacco in prima fila e il generale cade in battaglia, così da poter sposare la donna. Il figlio, tuttavia, morirà pochi giorni dopo la nascita, come castigo divino per aver commesso un adulterio.
L'episodio presenta alcuni punti in comune con un altro racconto biblico, quello di Susanna e i vecchioni. Infatti, in entrambe le storie due donne vengono spiate mentre si stanno facendo il bagno.
Alcuni dipinti (come quello rembrantesco e quello rubensiano) uniscono a questo episodio quello della consegna della lettera di Davide. Nel diciannovesimo secolo il tema venne anche trattato sotto l'ottica della corrente pittorica dell'orientalismo.
Molto spesso questo tema artistico è stato un pretesto per poter raffigurare un nudo artistico femminile, dato che non viene specificato se la moglie di Uria fosse vestita o nuda nel testo biblico, ma non tutti gli artisti l'hanno dipinta senza veli: Pietro Paolo Rubens e Lucas Cranach il Vecchio, per esempio, l'hanno raffigurata vestita. Varie opere, inoltre, raffigurano Betsabea come una seduttrice o una tentatrice, che è consapevole di essere ammirata dal re: ne è un esempio una miniatura medioevale, realizzata dall'incisore francese Jean Bourdichon nel 1498-1499, che raffigura la donna mentre sembra guardare dietro di sé, dove si trova Davide, e sorride maliziosamente. Anche il dipinto Betsabea di Jean-Léon Gérôme segue questa visione della moglie di Uria come una seduttrice.

## Pittura

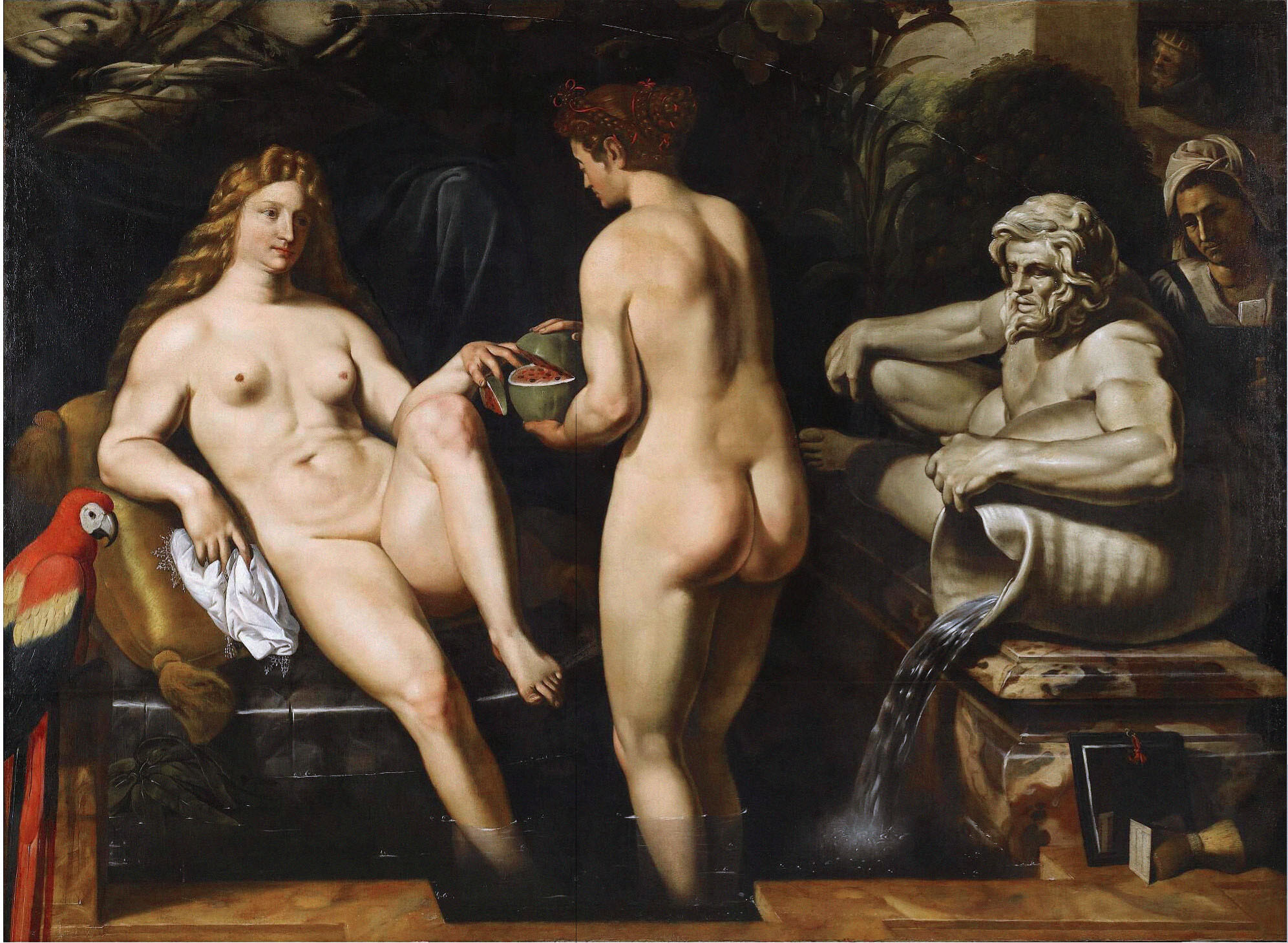
Louis Finson, Davide e Betsabea, 1610

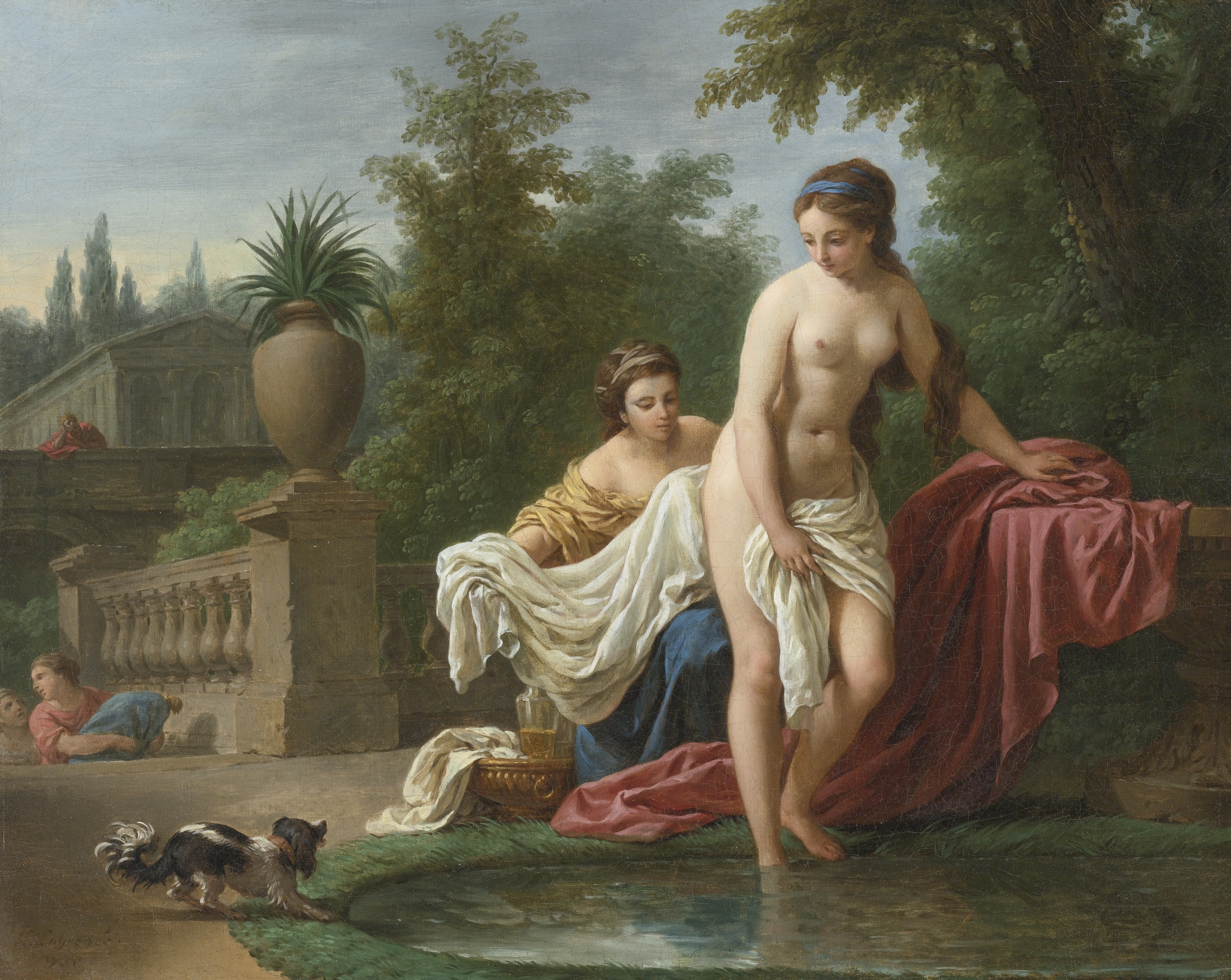
Louis-Jean-François Lagrenée, Davide e Betsabea, 1770

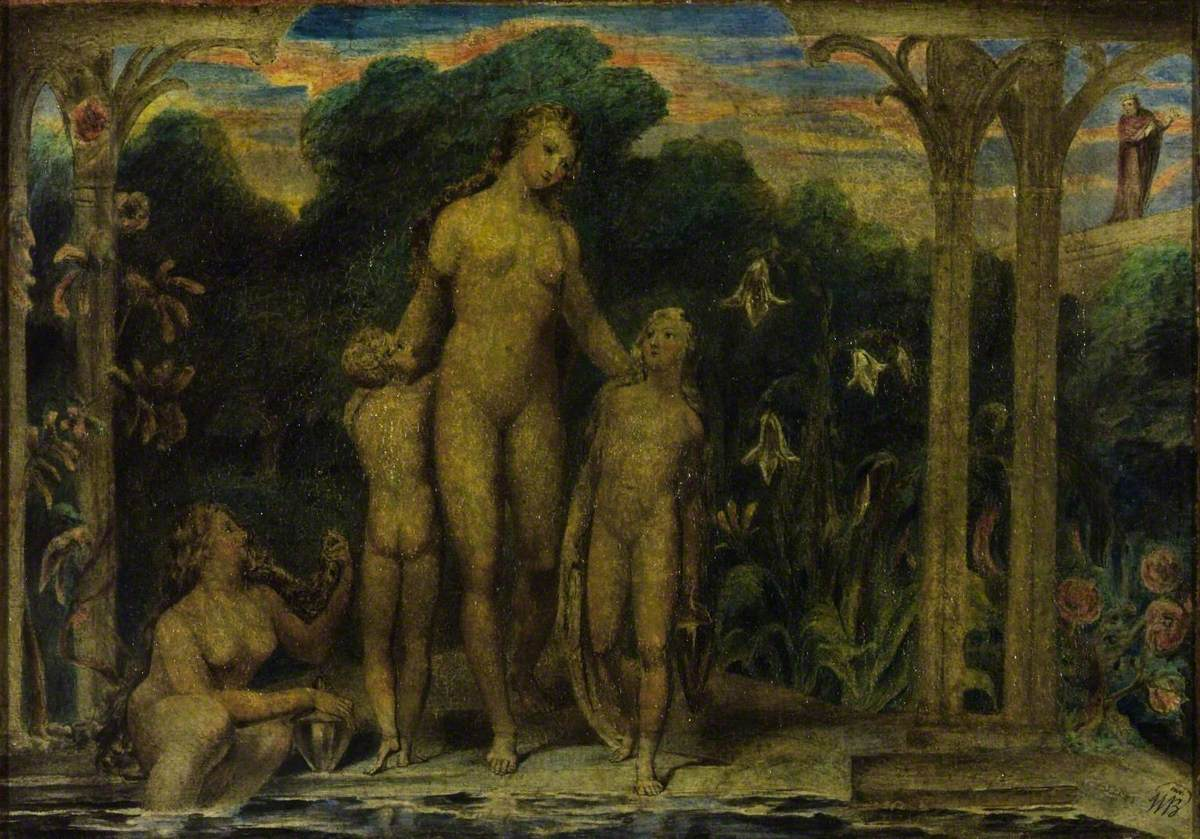
William Blake, Betsabea al bagno, 1799-1800

- Hans Memling, Betsabea al bagno (Bathseba im Bade), 1485
- Bacchiacca, Betsabea al bagno, 1523
- Lucas Cranach il Vecchio, Davide e Betsabea (David und Bathseba), 1526
- Jan Massijs, Davide e Betsabea (David en Bathseba), 1562
- Giovanni Battista Naldini, Betsabea, 1570 circa
- Jacopo Zucchi, Betsabea al bagno, tra il 1573 e il 1596[7]
- Paolo Veronese, Betsabea al bagno, 1575
- Louis Finson, Davide e Betsabea (David et Bethsabée), 1610
- Hans von Aachen, Davide e Bestabea (David und Bathseba), 1612-1615
- Cornelis van Haarlem, Betsabea al bagno (Het toilet van Bathseba), 1617 circa
- Massimo Stanzione, Betsabea al bagno, 1620-1630 circa
- Artemisia Gentileschi, David e Betsabea, 1635 circa
- Pietro Paolo Rubens, Betsabea alla fonte (Bathseba am Brunnen), 1635 circa
- Domenico Gargiulo, Artemisia Gentileschi e Viviano Codazzi, Betsabea, 1637[8]
- Rembrandt van Rijn, Betsabea con la lettera di David (Bathseba met de brief van koning David), 1654
- Luca Giordano, Betsabea al bagno, 1698 circa
- Giuseppe Bartolomeo Chiari, Betsabea al bagno, 1700 circa[9]
- Giovanni Antonio Pellegrini, Betsabea, 1708-1711 circa
- Sebastiano Ricci, Betsabea al bagno, 1720
- Francesco Solimena, Betsabea al bagno, 1725 circa
- Sebastiano Ricci, Betsabea, 1725-1726
- Jean-François de Troy, Betsabea al bagno (Bethsabée au bain), 1750[10]
- Louis-Jean-François Lagrenée, Davide e Betsabea (David et Bethsabée), 1770
- William Blake, Betsabea al bagno (Bathsheba at the Bath), 1799-1800
- David Wilkie, Betsabea (Bathsheba), 1815
- Karl Pavlovič Brjullov, Betsabea (Virsavija), 1832
- Francesco Hayez, Betsabea, 1827[11]
- Francesco Hayez, Betsabea al bagno, 1834
- Francesco Hayez, Betsabea al bagno, 1845
- Jean-Léon Gérôme, Betsabea (Bethsabée), 1889
- Franz von Stuck, Betsabea (Bathseba), 1912

## Scultura
- Eugène André Oudiné, Betsabea (Bethsabée), 1859
- Jean-Léon Gérôme, Betsabea (Bethsabée), 1895 circa[12]